# Petrelë
Pour les articles homonymes, voir Petrel.
Petrelë (Petrela) est un village et une ancienne municipalité établie au centre de l'Albanie.
Petrelë est connu pour son château et son histoire.

## Géographie
Petrelë est située à 15 kilomètres au sud de la capitale Tirana et fait partie de son comté.

## Histoire
Selon l'archéologue albanais Moikom Zeqo (sq), Petrela s'appelait auparavant Petralba, nom dérivé d'Albanopolis (en), une ville de l'époque romaine mentionnée par Ptolémée.
Le nom Petrelë vient du fait que la ville et son château sont construits sur une énorme pierre au sommet d'une petite montagne.
Lors de la réforme du gouvernement local de 2015, Petrelë est devenu une subdivision de la municipalité de Tirana.

### Château
À mi-hauteur de la colline sur laquelle se trouve Petrela se trouvent les restes de murs défensifs qui comprennent des opérations de terrassement sur les côtés Sud, Est et Ouest ; au-dessus de chaque section se trouve une zone plane. Sur la mieux conservée, qui se trouve du côté ouest, s'élève un bâtiment d'une hauteur de cinq mètres et d'une longueur de 20 mètres. Les murs forment un double anneau dont la partie extérieure est constituée de blocs carrés qui forment une structure pseudo-isodomique renforcée par des contreforts. À proximité, des fragments de poterie hellénistique ont été découverts.
La tour au centre a été construite au Ve siècle apr. J.-C., bien que la majeure partie du reste soit byzantine, datant entre le XIe et le XIVe siècle. Le château était principalement utilisé pour surveiller les troupes ottomanes marchant vers l'Albanie intérieure. À l'époque ottomane, le château était l'habitation de la sœur de Skanderbeg, Mamica Kastrioti. La ville et le château étaient également très chers à Skanderbeg, et il avait l'habitude de prendre du temps pour venir se reposer dans la région.
Le château offre une vue sur la vallée d'Erzen, les collines, les oliveraies et les montagnes environnantes.

## Population
Au recensement de 2011, la population était de 5 542 habitants.

## Galerie

Petrelë
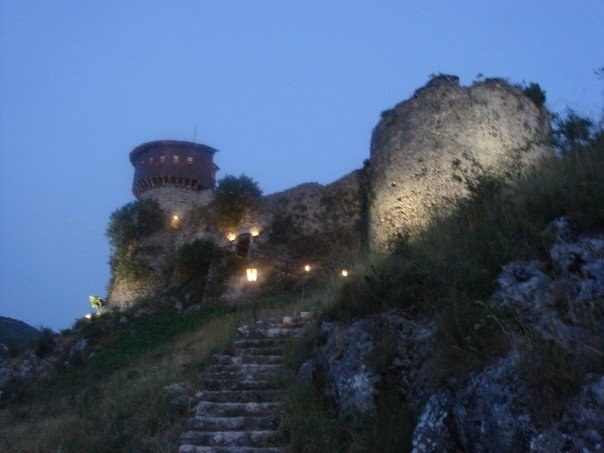
Le château de Petrelë, près de Tirana, Albanie.
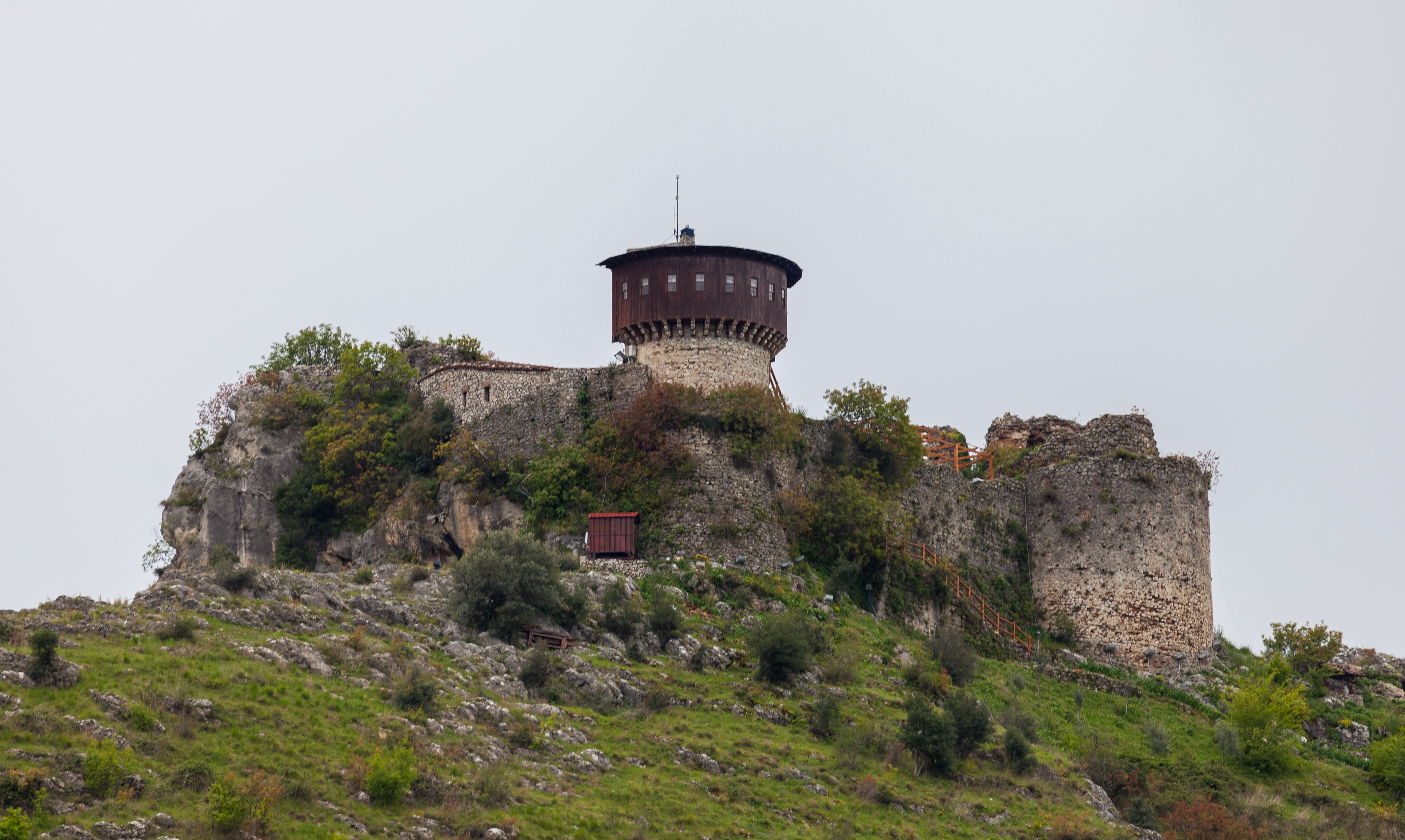
Rocher sur lequel le château de Petrelë est construit.
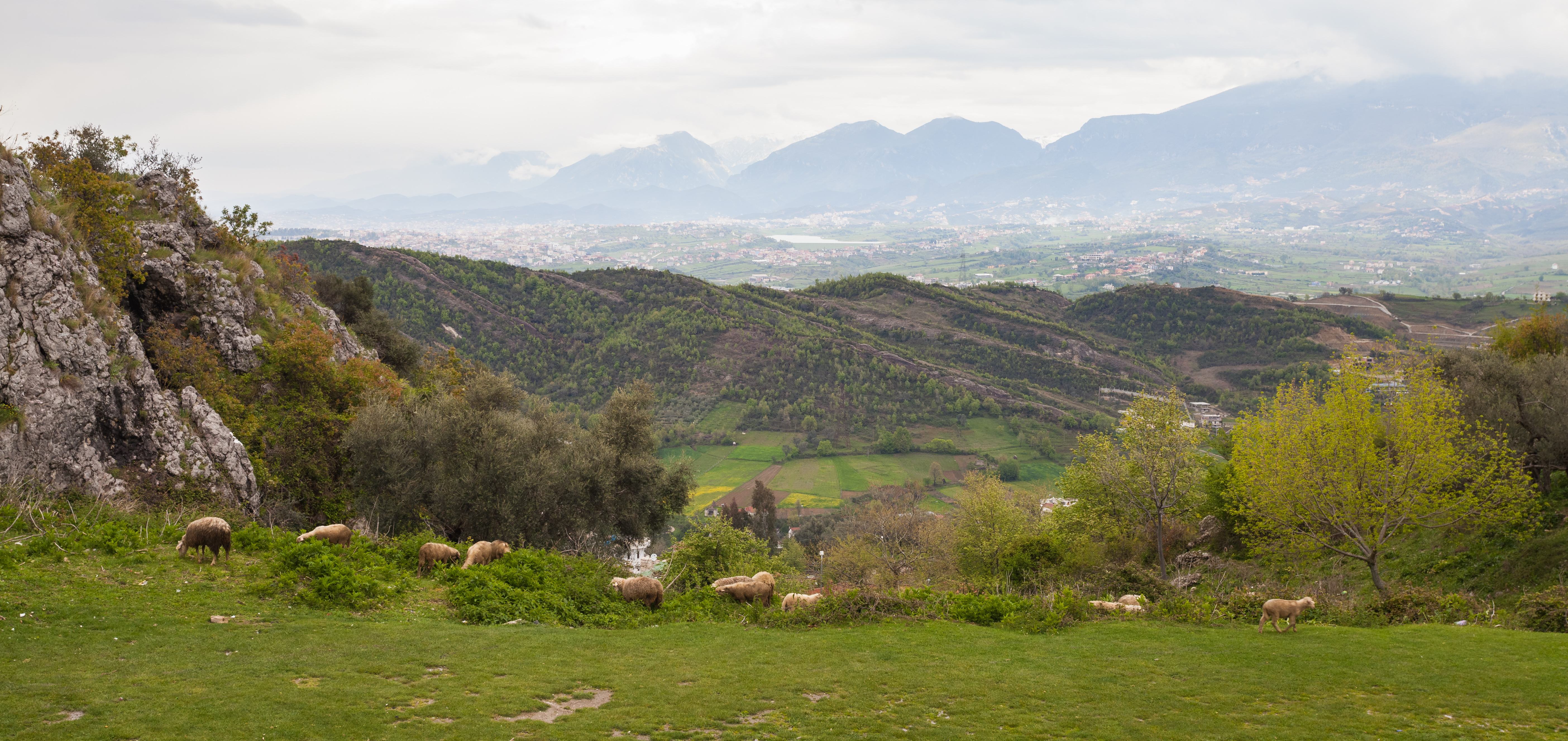
Vue depuis le château de Petrelë.

## Voir également
- Histoire de l'Albanie